# Giroscópio de fibra óptica

A interferência em um interferômetro Sagnac é proporcional à área fechada. Uma bobina de fibra óptica multiplica a área efetiva pelo número de enrolamentos.

Um giroscópio de fibra óptica (abreviado na literatura como FOG, do inglês fibre optic gyroscope) detecta mudanças na orientação, realizando assim a mesma função de um giroscópio mecânico.
Porém, seu princípio de funcionamento é baseado na interferência da luz que foi passada através de uma bobina de fibra óptica a qual pode ser tão longa como 5 km.
O desenvolvimento de lasers díodo e fibras ópticas monomodo de baixa perda no início da década de 1970 para a indústria de telecomunicações permitiu giroscópios de fibra óptica baseados no efeito Sagnac serem desenvolvidos como dispositivos práticos.

## Operação
Dois feixes de laser são injetados na mesma fibra óptica, mas em direções opostas. Devido ao efeito Sagnac, o feixe viajando contra a rotação experimenta um atraso no trajeto ligeiramente mais curto do que o outro feixe. O desvio de fase diferencial que daí resulta é medido por interferometria, traduzindo assim uma componente da velocidade angular num desvio do padrão de interferência que é medido fotometricamente.